# Lijst van presidenten van Guyana
Hieronder volgt een lijst van presidenten van Guyana.

## Presidenten van Guyana (1970-heden)
Partijen
| Nr. | President | President                  | Ambtstermijn                        | Partij | Partij |
| --- | --------- | -------------------------- | ----------------------------------- | ------ | ------ |
| 1   |           | Arthur Chung (1918-2008)   | 17 maart 1970 - 6 oktober 1980      | Onafh. |        |
| 2   |           | Forbes Burnham (1923-1985) | 6 oktober 1980 - 6 augustus 1985    | PNCR   |        |
| 3   |           | Desmond Hoyte (1929-2002)  | 6 augustus 1985 - 9 oktober 1992    | PNCR   |        |
| 4   |           | Cheddi Jagan (1918-1997)   | 9 oktober 1992 - 6 maart 1997       | PPP/C  |        |
| 5   |           | Sam Hinds (1943)           | 6 maart 1997 - 19 december 1997     | PPP/C  |        |
| 6   |           | Janet Jagan (1920-2009)    | 19 december 1997 - 11 augustus 1999 | PPP/C  |        |
| 7   |           | Bharrat Jagdeo (1964)      | 11 augustus 1999 - 3 december 2011  | PPP/C  |        |
| 8   |           | Donald Ramotar (1950)      | 3 december 2011 - 16 mei 2015       | PPP/C  |        |
| 9   |           | David Granger (1945)       | 16 mei 2015 - 2 augustus 2020       | PNCR   |        |
| 10  |           | Irfaan Ali (1980)          | 2 augustus 2020 - heden             | PPP/C  |        |